# Egå-stenen
Egå-stenen er en runesten, som blev fundet stående i et stengærde i landsbyen Egå i 1814. Her havde den fået plads efter at være udgravet af en høj eller bakke, Brobjergbakke ved Gl. Egå bro. Ved omsætning af stengærdet i Egå i 1839, kom topstykket for dagen.
Egå-stenen er i dag udstillet på Nationalmuseet i København.  Der er opstillet en tro kopi af Egå stenen ved gadekæret i Gl. Egå.

## Indskrift
| Translitteration | alfkil : uk : hns : suniR : risþu : stin : þansi : ift : : mana : sin : frinta : þans : uas : lantirþi : kitils : þis : nuruna : |
| Transskription   | Alfkæll ok h[a]ns syniR rēsþu stēn þannsi æft Manna, sinn frǣnda, þann’s vas landhirðiR Kætils þess norrøna.                     |
| Oversættelse     | Alfkil og hans sønner rejste denne sten efter Manne, deres frænde, som var landbestyrer for Ketil den norske.                    |

Indskriften er ordnet i dobbelt konturordning og begynder i stenens nederste venstre hjørne. hirđiR i ordet landhirđiR har ikke noget med 'hyrde' at gøre, som er en afledning af 'hjord', men med skjaldesprogets hirđiR 'opbevarer, gemmer, bevogter, besidder'.